# Joseph Pitton de Tournefort
Joseph Pitton de Tournefort (Aix-en-Provence, 5 giugno 1656 – Parigi, 28 dicembre 1708) è stato un botanico francese.

## Biografia
Destinato a diventare prete studiò presso i Gesuiti. Ma la morte di suo padre lo lasciò libero di seguire i suoi interessi personali, particolarmente nel campo della botanica alla quale si era appassionato fin da giovane. Si fece conoscere costruendo un erbario in Savoia e nel Delfinato (oggi proprietà del Museo nazionale di storia naturale di Francia con sede a  Parigi).
Intraprese gli studi di medicina a Montpellier e strinse amicizia con Pierre Magnol (1638-1715). Nel 1681, trascorse un anno nei Pirenei per studiarvi la flora. Un periodo difficile, si dice che dovesse nascondere i suoi soldi nel pane per sfuggire ai ladri. L'erbario che vi costituì era così ricco che Guy-Crescent Fagon (1638-1718) lo chiamò a Parigi per affidargli la sua cattedra di botanica al Jardin des Plantes (1683). I suoi corsi erano celebri e attiravano numerosi spettatori, anche dall'estero. Nel 1698 fece conoscere la flora parigina pubblicando il libro dal titolo Histoire des plantes qui naissent aux environs de Paris (Storia delle piante che nascono nei dintorni di Parigi).
Su ordine del Re, partì alla ricerca di erbe nei Pirenei dove raccolse numerose specie. Tra il 1700 e il 1702, Tournefort viaggiò nelle isole greche: Creta e Cicladi. Visitò in seguito Costantinopoli, le coste del mar Nero, l'Armenia e la Georgia. Raccolse piante e annotò numerose osservazioni. In Grecia, tentò di ritrovare le piante descritte da Dioscoride ma ne riconobbe solo 400 circa. Durante il suo viaggio, fu accompagnato dal botanico tedesco Andreas von Gundelsheimer (1668-1715) e dal pittore Claude Aubriet (1651-1743). Il racconto del suo viaggio, Relation d'un voyage au Levant, fu pubblicato dopo la sua morte. 
Entrò nel 1691 all'Accademia delle scienze. Solo nel 1694 fece pubblicare la sua prima opera di botanica, Éléments de botanique (Elementi di botanica), con 435 disegni di Aubriet.
La sua principale opera botanica è Institutiones rei herbariae (1700), traduzione della precedente in latino ad opera dello stesso Tournefort, dove egli classifica le piante seguendo la forma delle loro corolle, ma, più importante ancora, fa una chiara distinzione tra genere e specie, preparando così il terreno a Carl von Linné. Morì a Parigi a 52 anni, in piena salute, vittima di un banale incidente, nella via che porta oggi il suo nome: rue Tournefort (nel V arrondissement).
Merita una citazione anche il De optima methodo instituenda in re herbaria (1697) e la sua Histoire des plantes qui naissent aux environs de Paris(1698), la cui traduzione in inglese fu pubblicata nel 1732.
Lasciò i suoi manoscritti al suo allievo e amico, Michel Louis Renaume de la Garance (1676-1739).
Carl von Linné gli dedicò un genere della famiglia delle Boraginaceae: Tournefortia.

## Opere

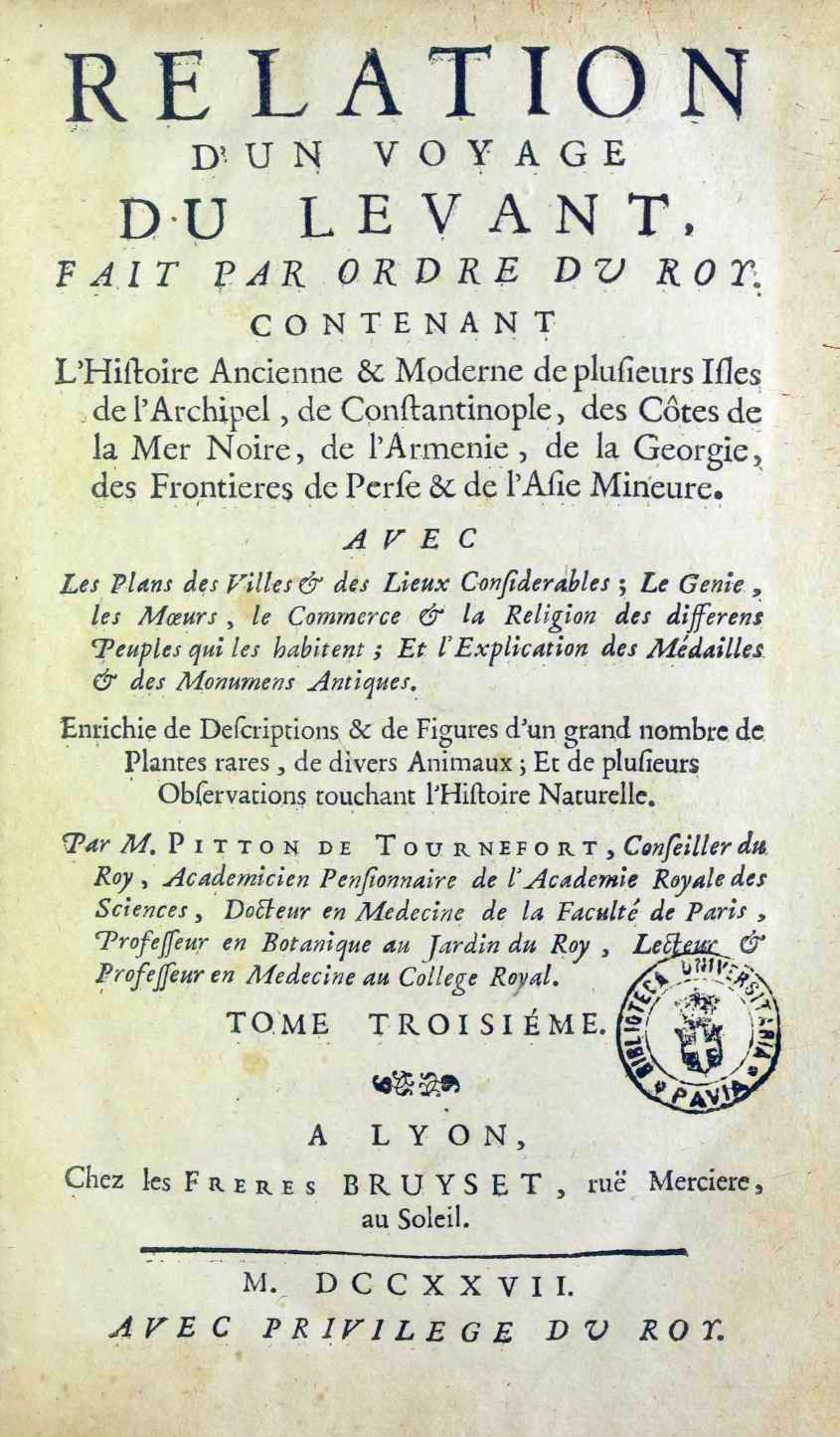
Relation d'un voyage du Levant, fait par ordre du roy, 1727

- Élémens de botanique (1694, 3 Vol. con 451 tavole, nel quale sono prese in considerazione 7 000 specie)
- (FR) Histoire des plantes qui naissent aux environs de Paris, Paris, Imprimerie Royale, 1698.
- (LA) Institutiones rei herbariae, vol. 1, Paris, Imprimerie Royale, 1719.
  - (LA) Institutiones rei herbariae, vol. 2, Paris, Imprimerie Royale, 1719.
  - (LA) Institutiones rei herbariae, vol. 3, Paris, Imprimerie Royale, 1719.
- Relation d'un voyage du Levant (1717, 2 Vol.)
- Traité de la matière médicale (1717, 2 Vol.)
- Institutiones rei herbariae, editio altera (1700) (Versione latina accresciuta con l'inclusione di Élémens de botanique; 3ª ediz. di Jussieu, 1719)
- Histoire des plantes qui naissent aux environs de Paris (1698; 2ª ediz. di Jussieu, 1725)
- (FR) Relation d'un voyage du Levant, fait par ordre du roy, vol. 3, Lyon, Bruyset, frères, 1727.